# Cátodo

Diagrama de um cátodo de cobre numa célula galvânica (por exemplo, uma bateria). Uma corrente positiva i flui a partir do cátodo.

Um cátodo é o eletrodo a partir do qual a corrente convencional abandona um aparelho elétrico polarizado. A corrente convencional descreve o sentido do movimento das cargas positivas (que não têm existência real: existem apenas por convenção), que tem o sentido inverso ao da corrente real, que corresponde ao movimento dos elétrons (cargas negativas, reais).
Por isso, em resumo, cátodo é o polo onde sai a corrente convencional e para onde convergem os elétrons. O eletrodo em que a corrente (convencional) flui de forma inversa, ou seja, para o interior do dispositivo, chama-se ânodo.

## Fluxo de carga
O fluxo de corrente convencional é do cátodo para o ânodo fora da célula ou dispositivo (com os elétrons se movendo na direção oposta), independentemente do tipo de célula ou dispositivo e modo de operação.
A polaridade do cátodo em relação ao ânodo pode ser positiva ou negativa, dependendo da forma como o dispositivo funciona. De  fato, como os íons positivos são chamados de cátion, há a tendência para se associar a palavra "cátodo" ao pólo positivo (ou ao negativo, tendo em conta que este atrai os iões positivos), contudo a polaridade do cátodo depende da forma como se está a interpretar a corrente elétrica na célula eletroquímica onde esta tem origem, e que pode ser galvânica ou eletrolítica. Em um dispositivo que absorve energia de carga (como recarregar uma bateria), o cátodo é negativo (os elétrons fluem para o cátodo e a carga flui para fora dele) e em um dispositivo que fornece energia (como a bateria em uso), o cátodo é positivo (os elétrons fluem para ele e a carga sai): uma bateria ou célula galvânica em uso possui um cátodo que é o terminal positivo, pois é aí que a corrente flui para fora do dispositivo. Essa corrente externa é transportada internamente por íons positivos que se deslocam do eletrólito para o cátodo positivo (a energia química é responsável por esse movimento "ascendente"). Ele é continuado externamente pelos elétrons que entram na bateria, o que constitui uma corrente positiva fluindo para o exterior.
Por exemplo, o eletrodo de cobre da célula galvânica Daniell é o terminal positivo e o cátodo. Uma bateria que está recarregando ou uma célula eletrolítica realizar eletrólise tem seu cátodo como terminal negativo, a partir do qual a corrente sai do dispositivo e retorna ao gerador externo quando a carga entra na bateria / célula. Por exemplo, reverter a direção da corrente em uma célula galvânica Daniell a converte em uma célula eletrolítica  onde o eletrodo de cobre é o terminal positivo e também o ânodo. Em um diodo, o cátodo é o terminal negativo na extremidade pontiaguda do símbolo de seta, onde a corrente flui para fora do dispositivo.
Nota: a nomeação de eletrodos para diodos é sempre baseada na direção da corrente direta (a da seta, na qual a corrente flui "mais facilmente"), mesmo para tipos como diodos Zener ou células solares onde a corrente de interesse é a corrente reversa. Em tubos de vácuo (incluindo tubos de raios catódicos ), é o terminal negativo onde os elétrons entram no dispositivo a partir do circuito externo e seguem para o quase vácuo do tubo, constituindo uma corrente positiva saindo do dispositivo.

## Etimologia
Etimologicamente, a palavra deriva do grego κάθοδος (káthodos = katá, “para baixo” + odós, “caminho”), referindo-se à chegada "descendente" dos elétrons. Tal como no caso do ânodo, a palavra cátodo foi criada em 1834 por William Whewell, um polímato, cientista, padre anglicano, filósofo, teólogo e historiador de ciência inglês do final do século XVIII e século XIX. Contudo, foi Michael Faraday, físico e químico inglês seu contemporâneo, quem utilizou e popularizou o termo após ter solicitado a Whewell novas terminologias para a descrição do processo de eletrólise por ele descoberto.

## Em química
Na química, um cátodo é o eletrodo de uma célula eletroquímica na qual ocorre redução. O cátodo pode ser negativo como quando a célula é eletrolítica (onde a energia elétrica fornecida à célula está sendo usada para decompor compostos químicos); ou positivo como quando a célula é galvânica (onde reações químicas são usadas para gerar energia elétrica). Os fornecimentos catódicos elétrons para os cátions carregados positivamente que fluem a ele a partir do eletrólito (mesmo se a célula é galvânica, isto é, quando o cátodo está positivo e portanto seria de esperar para repelir os cátions carregados positivamente, isto devido ao elétrodo potencial relativo sendo a solução eletrolítica diferente para os sistemas ânodo e cátodo metal / eletrólito em uma célula galvânica ).
A corrente catódica , na eletroquímica, é o fluxo de elétrons da interface do cátodo para uma espécie em solução. A corrente anódica é o fluxo de elétrons no ânodo de uma espécie em solução.

### Célula eletrolítica
Em uma célula eletrolítica, o cátodo é onde a polaridade negativa é aplicada para acionar a célula. Resultados comuns de redução no cátodo são gás hidrogênio ou metal puro de íons metálicos. Ao discutir o poder de redução relativo de dois agentes redox, diz-se que o casal por gerar as espécies mais redutoras é mais "catódico" em relação ao reagente mais facilmente reduzido.

### Célula galvânica
Em uma célula galvânica, o cátodo é onde o polo positivo é conectado para permitir que o circuito seja concluído: quando o ânodo da célula galvânica libera elétrons, eles retornam do circuito para a célula através do cátodo.

### Cátodo de metal galvanizado (eletrólise)
Quando os íons metálicos são reduzidos a partir da solução iônica, eles formam uma superfície metálica pura no cátodo. Itens a serem revestidos com metal puro são presos e se tornam parte do cátodo na solução eletrolítica.